# Terapia e pallottole
Terapia e pallottole (Analyze This) è un film commedia del 1999 diretto da Harold Ramis.

## Trama
Paul Vitti è il temuto capo della più potente delle cinque famiglie mafiose di New York. Un giorno, si riunisce con il vecchio Dominic Manetta, suo fidato luogotenente e migliore amico di suo padre, un tempo capo della stessa cosca, che gli consiglia di convocare la prima riunione della Commissione tenutasi dai tempi della famigerata riunione di Apalachin nel 1957 (in cui i vertici dell'intero sottobosco mafioso italo-americano rischiarono il proprio annichilimento per una massicia operazione di polizia), per concordare una strategia comune per affrontare la mutata situazione del loro ambiente, tra il grave problema posto dal dilagante pentitismo tra i ranghi delle Famiglie e la prepotente ascesa delle rivali organizzazioni criminali russe e cinesi. Dopo i dubbi iniziali, soprattutto legati alla memoria della fallimentare riunione del 1957, Paul segue il consiglio e accetta di tenere sott'occhio l'ambizioso Primo Sindone, scaltro e potente boss della Famiglia rivale alla propria.
La situazione precipita con il brutale assassinio di Dominic. Il padrino si vede costretto a prendere in mano la situazione, sospettando peraltro che il vero bersaglio dei sicari, molto probabilmente inviati da Sindone, fosse proprio lui. Ma, nello stesso istante in cui medita la vendetta dell'amico, è colto da un violento attacco di panico, al punto da dover essere scortato, quasi in braccio, dalle proprie guardie del corpo all'ospedale più vicino, avendolo scambiato per un arresto cardiaco.
Dopo l'iniziale imbarazzo, Paul si rivolge a Jelly, la sua stramba guardia del corpo, che gli indica il dottor Ben Sobel, un apprezzato psicoterapeuta, figlio a sua volta di un celebre esperto e autore di saggi di successo, che ha appena conosciuto durante un lieve tamponamento in strada. Il mafioso visita il suo studio in segreto, per non mostrare debolezza, e dopo un breve ma esilarante colloquio si sente meglio. Subito dopo, Ben parte per Miami insieme al giovane figlio Michael, dove ultima i preparativi del suo matrimonio con la giornalista televisiva Laura McNamara. In breve però Paul lo raggiunge e lo sveglia nel cuore della notte per i suoi problemi da ipocondriaco. Da questo momento il dottore non avrà più un istante di pace e, proprio mentre è in corso la cerimonia nuziale, un nuovo sicario di Sindone si reca nella stanza d'albergo di Paul per ucciderlo, ma viene sorpreso da Jelly e buttato dalla finestra, andando a finire sulle tavole del rinfresco nuziale.
Tornato a New York, Ben viene interrogato dagli agenti dell'FBI, che lo hanno fotografato mentre passeggiava con Paul, e gli viene intimato di collaborare alla loro più importante indagine. I federali sono infatti a conoscenza del fatto che entro le prossime due settimane si terrà l'incontro dei vertici nazionali della Commissione, e temono che in questa occasione scoppierà una feroce e sanguinosa guerra di potere tra la Famiglia di Paul e quella di Sindone. Frattanto, Paul e Ben si incontrano ancora per le loro sedute e il dottore intuisce che il suo paziente gli tiene nascosto qualcosa sul padre, e cerca di saperne di più. Subito dopo il loro ultimo incontro, Paul parla con Salvatore Masiello, il suo consigliere, che rivela di aver saputo dei suoi incontri con Ben e, siccome il boss non sta cercando di prepararsi per una falsa dichiarazione d'infermità mentale con cui evitare la galera, gli consiglia di ucciderlo: un padrino debole getterebbe infatti discredito sull'intera Famiglia a beneficio del nemico, ma Paul oppone un netto rifiuto. Gli agenti dell'FBI, che hanno registrato la conversazione tra i due mafiosi, consegnano a Ben una copia contraffatta, nella quale sembra invece che Paul acconsenta. A causa di ciò, il dottore accetta di collaborare contro il suo ingombrante paziente, raccogliendo e poi rivelando ogni utile informazione sulla prevista adunanza della Commissione. A Paul giungono a sua volta voci circa una collaborazione tra Ben e i federali, cosa dunque che lo convince ad ucciderlo.
Pochi giorni dopo, durante una cena in un ristorante italiano, Ben scopre da Jelly e Jimmy, il migliore sicario della Famiglia, che il padre di Paul in realtà non è morto per infarto, come gli aveva sempre raccontato lo stesso Paul, ma è stato ucciso a colpi di pistola da un sicario travestito da fattorino davanti ad i suoi occhi, quando aveva appena dodici anni, e alla madre. Terminata la cena, Ben viene portato in una rimessa di auto usate per essere giustiziato, ma parlando per l'ultima volta con Paul scopre che quest'ultimo non ha mai dimenticato il dolore della morte del genitore, con cui aveva da poco litigato perché disapprovava la sua partecipazione a una banda di piccoli teppisti. Sul posto giungono due sicari di Sindone, che però Jelly e Jimmy riescono a uccidere mentre Paul piange come un bambino.
Terminata la burrascosa sparatoria, Paul si sente meglio e Ben afferma che è finalmente sulla via della guarigione.
Giunge infine il giorno della grande adunata della Commissione, proprio quando Ben e Laura tentano per la seconda volta di sposarsi. La cerimonia viene però accelerata da Jelly, che informa Ben di averlo scelto a rappresentare la Famiglia al posto di Paul, che non vuole alzarsi dal letto. Terrorizzato, Ben viene fatto passare di fronte ai signori della Commissione per un mafioso dalla carriera di tutto rispetto. Risollevato dal conforto della moglie e del figlioletto, Paul interviene nel mezzo della riunione e annuncia di volersi ritirare, cedendo il comando della Famiglia a Carlo Mangano, uno dei suoi più fidati luogotenenti, ma proprio a questo punto rivela a sorpresa che lo stesso Carlo, in combutta con Sindone, lo ha tradito tentando di ucciderlo a Miami e che non intende vendicarsi nel supremo interesse della pace. Dopo essersi accertati che manterrà fede al giuramento di silenzio sugli affari dell'onorata società, i capi della Commissione brindano alla salute di Paul e lo congedano. Mentre lascia l'edificio, però, Sindone lo segue con Carlo e i suoi uomini e tenta di ucciderlo, ma Paul è giunto preparato con Jelly e un intero plotone di sicari della Famiglia. La sparatoria viene interrotta da un'irruzione degli agenti dell'FBI, che arrestano Paul, Jelly, Sindone e molti altri mafiosi.
Qualche tempo dopo, Ben visita Paul alla prigione di Sing Sing, dove il paziente dice di sentirsi felice per la morte di Sindone, ucciso senza dubbio per vendetta da uno dei suoi molti nemici. Ben promette che terrà con lui altre sedute, anche se di fatto il mafioso si è già in gran parte ristabilito. Terminata la guerra tra le Famiglie, Ben e Laura possono finalmente vivere in pace la loro luna di miele, con il mitico Tony Bennett, l'ultimo grande crooner italoamericano vivente, che come regalo di matrimonio di Paul canta per intrattenere gli ospiti.

## Produzione
Il film è stato co-prodotto e co-finanziato dall'americana Warner Bros. e dall'australiana Roadshow Entertainment.

## Accoglienza
Su Rotten Tomatoes il film ha un indice di gradimento del 69% su 107 recensioni, con una valutazione media di 6,50/10, mentre su Metacritic il film ha un punteggio medio ponderato di 61 su 100 basato su 30 recensioni, indicando "recensioni generalmente favorevoli".

## Sequel
Il film ha avuto un seguito, Un boss sotto stress, diretto sempre da Ramis e uscito nel 2002.

## Riconoscimenti
- 2000 - Golden Globe
  - Nomination Miglior film commedia o musicale
  - Nomination Miglior attore in un film commedia o musicale a Robert De Niro
- 2000 - Blockbuster Entertainment Awards
  - Miglior attrice non protagonista in un film commedia a Lisa Kudrow
  - Miglior gruppo comico a Robert De Niro e Billy Crystal
- 1999 - Golden Trailer Awards
  - Nomination Miglior commedia
- 2000 - ASCAP Award
  - Top Box Office Films a Howard Shore
- 2000 - Eddie Award
  - Nomination Miglior montaggio in un film commedia o musicale a Christopher Tellefsen
- 2000 - Young Artist Awards
  - Nomination Miglior attore giovane non protagonista a Kyle Sabihy
- 2000 - American Comedy Awards
  - Film più divertente
  - Nomination Attore più divertente a Robert De Niro
  - Nomination Attrice non protagonista più divertente a Lisa Kudrow